# El cuiner, el lladre, la seva dona i el seu amant
El cuiner, el lladre, la seva dona i el seu amant (títol original: The Cook, the Thief, His Wife and Her Lover) és una pel·lícula franco-britànica dirigida per Peter Greenaway, estrenada l'any 1989. Ha estat doblada al català.

## Argument
Durant 10 dinars, les relacions es degraden entre els quatre personatges, el cuiner en el seu restaurant, i el trio adúlter clàssic que hi va a menjar. Aquestes relacions pugen en obscenitat i en crueltat al llarg de la pel·lícula.

## Repartiment
- Richard Bohringer: Richard Borst
- Michael Gambon: Albert Spica
- Helen Mirren: Georgina Spica
- Alan Howard: Michael
- Tim Roth: Mitchel
- Ciarán Hinds: Cory
- Gary Olsen: Spangler
- Ewan Stewart: Harris
- Roger Ashton-Griffiths: Turpin
- Ron Cook: Mews
- Liz Smith: Grace
- Emer Gillespie: Patricia
- Janet Henfrey: Alice
- Arnie Breeveld: Eden
- Tony Alleff: Troy
- Paul Russell: Pup
- Alex Kingston: Adele
- Ian Sears: Phillipe
- Willie Ross: Roy
- Ian Dury: Terry Fitch

## Premis
- Al Festival Internacional de Cinema Fantàstic de Catalunya, la pel·lícula va rebre quatre premis: millor director, millor actor, millor fotografia, millor música.

## Banda sonora
The Cook, the Thief, His Wife & Her Lover és el dotzè àlbum de Michael Nyman i el novè que va comptar amb la Michael Nyman Band. L'àlbum inclou la primera gravació comercialment publicada de la composició de Nyman "Memorial".
Hi ha alguna música que no s'inclou a l’àlbum de la banda sonora: El tema d’amor de Michael i Georgina, que és "Fish Beach" de Drowing by Numbers, la cançó és interpretada com a espectacle al restaurant, cantada per l’actriu i cantant Flavia Brilli, o una variació doblement polsada del “memorial” que es produeix a la meitat de la pel·lícula. Les edicions de "Memorial" apareixen al llarg de la pel·lícula, amb tot el moviment de dotze minuts que acompanya l'escena final i els crèdits finals, però una variació es crea exclusivament per a la pel·lícula.

## Referències a la pintura barroca flamenca

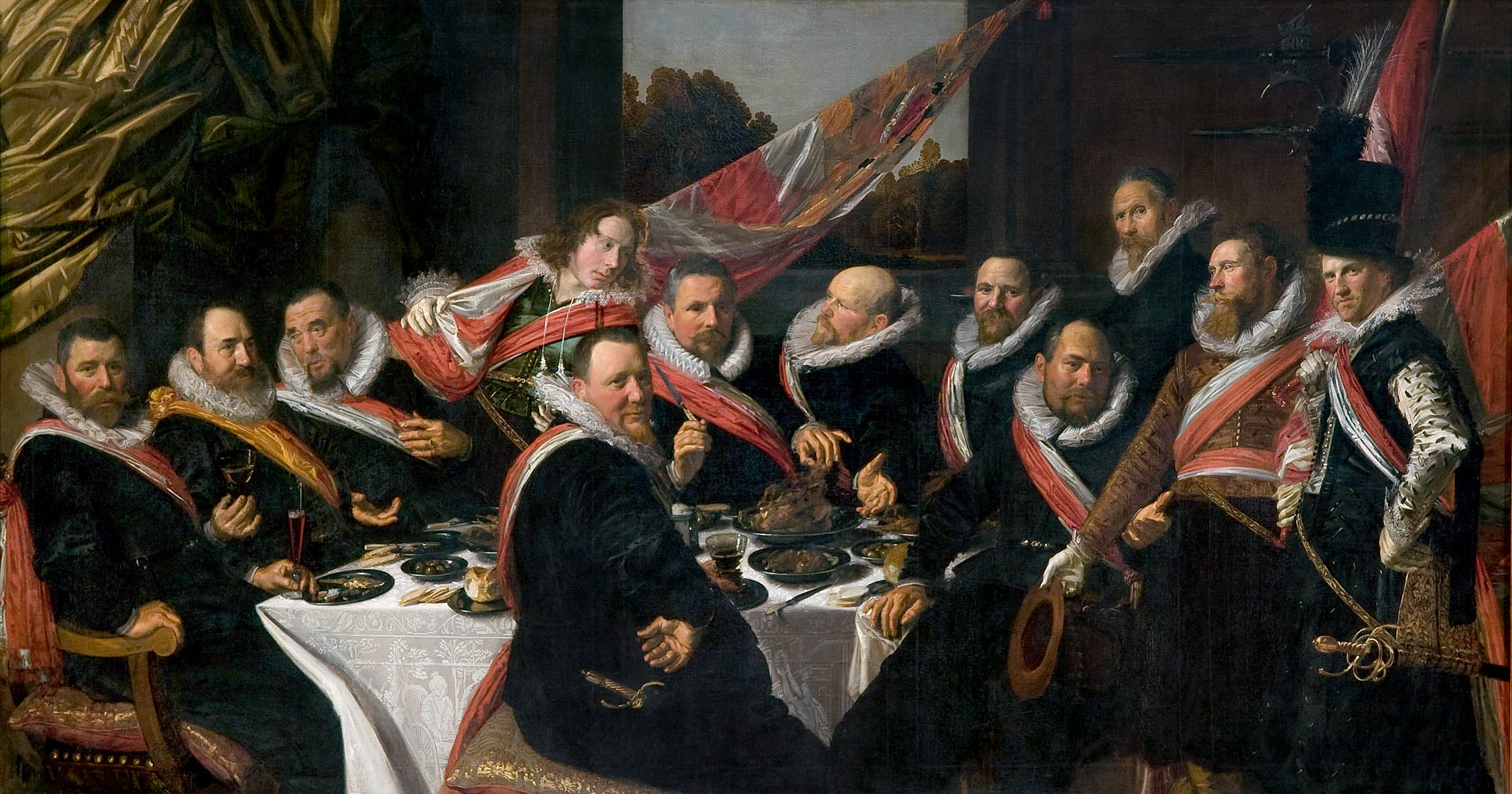
Banquet dels arcabussers de Sant Jordi de Haarlem de Frans Hals.